# UD Almería
Unión Deportiva Almería (wym. [almeˈɾija]) – hiszpański klub piłkarski z siedzibą w Almerii. Mistrz drugiej ligi hiszpańskiej w sezonie 2021/22. Obecnie Almeria występuje w Segunda División.

## Historia
Poprzednikiem obecnego klubu była AD Almería, w latach 1979–1981 grająca w Primera División. 26 lipca 1989 założono Almería Club de Fútbol, który 28 czerwca 2001 przyjął nazwę Unión Deportiva Almería.
W sezonie 1978/79 drużyna wygrała rozgrywki Segunda División, wywalczając tym samym pierwszy w historii awans do Primera División. Premierowy sezon na tym szczeblu (1979/80) zakończyła na 13 miejscu, zaś rok później (po sezonie 1980/81) spadła z powrotem na zaplecze Primera División (po uplasowaniu się na ostatniej, 18 pozycji). Dopiero w sezonie 2006/07 Union Deportiva Almeria awansowała do Primiera División.
Do zakończenia sezonu 2003/04 zespół występował na stadionie Estadio Juan Rojas, zaś od sezonu 2004/2005 swe mecze rozgrywa na stadionie Estadio de los Juegos Mediterráneos (o pojemności 15 050 miejsc siedzących – otwarty 22 sierpnia 2004).
W sezonie 2006/07 klub posiadał 5500 socios (zarejestrowanych członków) i dysponował rocznym budżetem w wysokości 5 870 500 euro. Po zakończeniu rozgrywek w latach 2010/2011, klub zajął ostatnie miejsce w lidze i tym samym spadł do Segunda División.
Do najwyższej klasy rozgrywkowej wrócił po wygraniu baraży w sezonie 2012/13. W sezonie 2014/15 drużyna z Almerii zajęła przedostatnie miejsce, przez co ponownie znalazła się w Segunda División. Wróciła do Primera División w 2022 roku, dzięki pierwszemu miejscu w Segunda División w sezonie 2021/2022. W sezonie 2023/2024 po zajęciu 19 miejsca, ponownie spadła do Segunda División.

## Zawodnicy

### Obecny skład
Stan na 2 września 2024
| Nr | Poz. | Piłkarz                    |
| -- | ---- | -------------------------- |
| 1  | BR   | Diego Mariño               |
| 3  | PO   | Arnau Puigmal              |
| 3  | OB   | Edgar González             |
| 4  | OB   | Kaiky                      |
| 5  | PO   | Lucas Robertone (kapitan]) |
| 6  | PO   | Dion Lopy                  |
| 7  | PO   | Nico Melamed               |
| 8  | PO   | Gonzalo Melero             |
| 9  | NA   | Luis Suárez                |
| 11 | PO   | Sergio Arribas             |
| 12 | NA   | Léo Baptistão              |
| 13 | BR   | Fernando Martínez          |

| Nr | Poz. | Piłkarz                |
| -- | ---- | ---------------------- |
| 15 | PO   | Iddrisu Baba           |
| 16 | OB   | Aleksandar Radovanović |
| 17 | PO   | Alejandro Pozo         |
| 18 | OB   | Marc Pubill            |
| 19 | NA   | Marko Milovanović      |
| 20 | OB   | Álex Centelles         |
| 21 | OB   | Chumi                  |
| 24 | OB   | Bruno Langa            |
| 27 | PO   | Gui Guedes             |
| 28 | NA   | Rachad Fettal          |
| 30 | NA   | Valen Gómez            |
| 31 | BR   | Bruno Iribarne         |

### Piłkarze na wypożyczeniu
| Nr | Poz. | Piłkarz                                            |
| -- | ---- | -------------------------------------------------- |
|    | OB   | Arnau Solà (w Villarreal B do 30 czerwca 2025)     |
|    | OB   | Houboulang Mendes (w Troyes do 30 czerwca 2025)    |
|    | PO   | Lázaro (w Palmeiras do 30 czerwca 2025)            |
|    | PO   | Adri Embarba (w Rayo Vallecano do 30 czerwca 2025) |

| Nr | Poz. | Piłkarz                                               |
| -- | ---- | ----------------------------------------------------- |
|    | PO   | Marcos Peña (w Marbella do 30 czerwca 2025)           |
|    | NA   | Marciano Sanca (w Betis Deportivo do 30 czerwca 2025) |
|    | NA   | Arvin Appiah (w Nacional do 30 czerwca 2025)          |
|    | NA   | Ibrahima Koné (w Al-Okhdood do 30 czerwca 2025)       |

## Sukcesy
- Mistrzostwo drugiej ligi hiszpańskiej: 2021/22[3]